# Gliese 433
Gliese 433 (GJ 433 / HIP 56528) es una estrella en la constelación de Hidra que se localiza a 51 minutos de arco de ξ Hydrae.
De magnitud aparente +9,79, no es observable a simple vista.
Se conoce la existencia de dos planetas extrasolares en órbita alrededor de esta estrella.
Gliese 433 está situada a 29,3 años luz del sistema solar.
Al igual que la mayor parte de las estrellas de nuestro entorno, es una enana roja, siendo su tipo espectral M1.5V.
Tiene una temperatura efectiva de 3472 K —aunque otra fuente ofrece una cifra mayor de 3600 K— y una masa de 0,48 masas solares.
La medida de su diámetro angular —0,515 milisegundos de arco— permite evaluar su diámetro real, aproximadamente la mitad del que tiene el Sol.
Gira sobre sí misma con una velocidad de rotación proyectada de 1,0 km/s, lo que supone que su período de rotación es de al menos 26,8 días.
Su metalicidad —abundancia relativa de elementos más pesados que el helio— es inferior a la del Sol, equivalente al 62% de la misma ([Fe/H] = -0,21).
La estrella conocida más cercana a Gliese 433 es la binaria HD 100623, a menos de dos años luz; HR 4523 —que también alberga un sistema planetario— se encuentra a 4,4 años luz de ella.

## Sistema planetario
En 2009 se anunció el descubrimiento de un planeta extrasolar en torno a Gliese 433, denominado Gliese 433 b.
Con una masa al menos 6 veces mayor que la masa terrestre, es un planeta de tipo «supertierra».
Su período orbital es de aproximadamente 7 días.
En febrero de 2012 se descubrió otro planeta en el sistema, denominado Gliese 433 c. Con una masa de al menos la mitad de la de Saturno y en una lejana órbita con un período de 10,1 años terrestres, probablemente sea un frío gigante gaseoso.
| Acompañante (En orden desde la estrella) | Masa (MJ) | Período orbital (días) | Semieje mayor (UA) | Excentricidad |
| ---------------------------------------- | --------- | ---------------------- | ------------------ | ------------- |
| Gliese 433 b                             | > 0,019   | ~ 7                    | ~ 0,056            | -             |
| Gliese 433 c                             | > 0,14    | 3693 ± 253             | 3,6                | 0,17 ± 0,09   |